# 19è Festival Internacional de Cinema de Berlín
El 19è Festival Internacional de Cinema de Berlín va tenir lloc entre el 25 de juny i el 6 de juliol de 1969. L'Os d'Or fou atorgat a la pel·lícula iugoslava Rani radovi dirigida per Želimir Žilnik.

## Jurat
Es va anunciar que el jurat del festival estaria format per les següents persones:
- Johannes Schaaf (president)
- Agnesa Kalinova
- José P. Dominiani
- François Chalais
- John Russell Taylor
- Giovanni Grazzini
- Masaki Kobayashi
- Archer Winsten
- Ulrich Gregor

## Pel·lícules en competició
Les següents pel·lícules van competir per l'Os d'Or:
| Títol original                  | Director(s)                                                                                | País           |
| ------------------------------- | ------------------------------------------------------------------------------------------ | -------------- |
| A Touch of Love                 | Waris Hussein                                                                              | Regne Unit     |
| Aido                            | Susumu Hani                                                                                | Japó           |
| Amore e rabbia                  | Carlo Lizzani, Pier Paolo Pasolini, Bernardo Bertolucci, Jean-Luc Godard, Marco Bellocchio | Itàlia, França |
| Balladen om Carl-Henning        | Lene Grønlykke, Sven Grønlykke                                                             | Dinamarca      |
| Brasil Ano 2000                 | Walter Lima Jr.                                                                            | Brasil         |
| Erotissimo                      | Gérard Pirès                                                                               | França, Itàlia |
| Goopy Gyne Bagha Byne           | Satyajit Ray                                                                               | Índia          |
| Greetings                       | Brian De Palma                                                                             | Estats Units   |
| Ich bin ein Elefant, Madame     | Peter Zadek                                                                                | RFA            |
| Klabautermannen                 | Henning Carlsen                                                                            | Dinamarca      |
| La madriguera                   | Carlos Saura                                                                               | Espanya        |
| La sua giornata di gloria       | Edoardo Bruno                                                                              | Itàlia         |
| Le Gai savoir                   | Jean-Luc Godard                                                                            | França         |
| Liebe ist kälter als der Tod    | Rainer Werner Fassbinder                                                                   | RFA            |
| Made in Sweden                  | Johan Bergenstråhle                                                                        | Suècia         |
| Midnight Cowboy                 | John Schlesinger                                                                           | Estats Units   |
| Rani radovi                     | Želimir Žilnik                                                                             | Iugoslàvia     |
| The Bed Sitting Room            | Richard Lester                                                                             | Regne Unit     |
| Three into Two Won't Go         | Peter Hall                                                                                 | Regne Unit     |
| Tiro de gracia                  | Ricardo Becher                                                                             | Argentina      |
| Un tranquillo posto di campagna | Elio Petri                                                                                 | Itàlia         |

## Premis

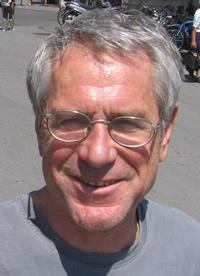
Želimir Žilnik, guanyador de l'Os d'Or.

El jurat va atorgar els següents premis:
- Os d'Or: Rani radovi de Želimir Žilnik
- Os de plata: 
  - Un tranquillo posto di campagna de Elio Petri
  - Greetings de Brian De Palma
  - Ich bin ein Elefant, Madame de Peter Zadek
  - Made in Sweden de Johan Bergenstråhle
  - Brasil Ano 2000 de Walter Lima Jr.
- Premi Festival de la Joventut
  - Millor pel·lícula adaptada per la joventut: Rani radovi de Želimir Žilnik
- Premi OCIC 
  - Midnight Cowboy de John Schlesinger
- Premi C.I.D.A.L.C. Gandhi 
  - The Bed Sitting Room de Richard Lester
- Premi UNICRIT 
  - Erotissimo de Gérard Pirès